# Moderní společnost
Termín moderní společnost (někdy také industriální společnost) označuje sérii radikálních změn a jejich trvání ve společnosti. Klíčové myšlenky a teze moderní společnosti představují pomyslný protiklad idejím společnosti tradiční. Myšlenky definující moderní společnost se začaly rodit už s počátkem novověku. Definitivní obrat k moderní společnosti přichází s industrializací a průmyslovou revolucí během 18. století. A jako pomyslná tečka přerodu tradiční společnosti v moderní je řadou historiků brána buržoazní revoluce ve Francii na přelomu 18. a 19. století. V sociologii je toto období také nazýváno jako modernita. Jedním z hlavních znaků moderní společnosti je enormní osidlování měst a velkoměst, ve kterých žije okolo 90 % populace.

## Periodizace vývoje moderní společnosti
Modernita je způsob a organizace sociálního života. Poprvé se v náznacích projevuje přibližně v 17. století, nicméně výrazněji se společnost mění až s nástupem průmyslové revoluce v průběhu 18. a 19. století. Jan Keller (inspirován německým sociologem Peterem Wagnerem) ve své knize Dějiny klasické sociologie používá následující periodizaci moderní společnosti:
a) Omezeně liberální modernita – konec 18. a první dvě třetiny 19. století
b) Organizovaná modernita – konec 19. století a první dvě třetiny 20. století
c) Společnost sítí – poslední čtvrtina 20. století až do současnosti
Období mezi jednotlivými fázemi modernity lze pokládat za krizové fáze, v nichž je dřívější podoba moderní společnosti postupně nahrazována stupněm novým.

## Vliv vzniku moderní společnosti na sociologii
Celková změna společnosti, jejích hodnot a masová urbanizace měla značný vliv na jak oddělení Sociologie od Filozofie jako samostatný vědní obor tak i na její pozdější vývoj a to hlavně díky pozitivnějšímu vnímání vědy a potřeby nových technologii v průmyslové revoluci.
Každý sociolog měl více či méně odlišný názor na transformaci společnosti a jak bude vypadat.

### Auguste Comte
Například Auguste Comte byl zneklidněn odklonem lidí od autorit a ztrátou směru, jenž by doprovázel přerod společnosti.  Také říkal, že systém, který byl založený na náboženských hodnotách, musí vyměnit za systém založený na vědění, který by měl podobnou stabilizující funkci.  Podle něj tyto vědy nesmí být založeny na iluzích, ale na tvrzeních podloženými zákonitostmi přírodních zákonů. To splní sociologie pouze v případě, bude-li formulovat zákony na základě pečlivého studia sociálních skutečností.  Také se přiklání k názoru, že nová společnost bude řízena vládou technokratickou (vládou vědců a techniků)

### Herbert Spencer
Herbert Spencer zase porovnává moderní společnost se společností vojenskou, kdy ve společnosti vojenské je vše včetně ekonomie a náboženství podřízeno snahám o získání nových teritorii a obraně dobytých, přičemž se nepřipouští individualita a je zde silný tlak na disciplínu. Oproti tomu moderní společnost je založena na hodnotách autonomie a osobní svobody svých členů.  A jejich hlavním cílem je vyprodukování nových hodnot.  Oproti Comteho předpokladu vlády technokratů Spencer předpokládá pokles důležitosti hledání autorit a naopak spontánní kooperaci členů.

### Ferdinand Tönnies
Podobné srovnání vytváří i F. Tönnies, který však místo vojenské společnosti srovnává společnost moderní s Tradiční pospolitostí. Tradiční pospolitost líčí jako sociální útvar spočívající na kladných a spontánních citových vazbách mající svůj základ v rodinném soužití. Intimita je dosažena malým počtem členů skupin a jejich podobnými zájmy, které používají  kooperaci pro dosažení cílů. Zatímco moderní společnost je masová skupina obyvatel, kteří mají rozdílné cíle a spolupracují pouze v případě jejich prospěchu a ostatní členy vnímají jen jako nástroj pro dosažení jejich cílů.  Díky tomu otevřel diskusi o bipolárním vidění společnosti kdy spolupráce je prospěšná jen do určité míry.

### Émile Durkheim
Durkheimovo rozlišení spočívá zase na mechanické a organické solidaritě. Mechanická solidarita byla v tradičních společnostech, které byly slabě centralizovaným konglomerátem menších sociálních útvarů s podobnými záměry.  Při nízce rozvinuté dělbě práce museli dělat většinu věcí, které souviseli s jejich přežitím. Až s rozvojem dělby práce a oborů dochází k provázanosti a vzájemné odkázanosti různých útvarů, z nichž se společnost skládá což je solidarita organická.
I přes to že každý sociolog vnímal přerod společnosti jinak. Všechny jejich úvahy mají společnou myšlenku ne jen v tom že se společnost při této transformaci spojuje a je zde větší provázanost a je více diferencovaná, ale také že tyto změny mají za následek značný rozvoj autonomie člověka.

## Omezeně liberální modernita

### Definice
Omezeně liberální modernita nebo také výchozí fáze modernity je jednou z period moderní společnosti. Můžeme jí sledovat v období od konce 18. a v průběhu prvních dvou třetin 19. století
Toto období přineslo odstranění společenských stavů, avšak všem obyvatelům se plných občanských práv a svobod přesto nedostalo. Mohli s nimi nakládat pouze majetní, bílí muži. Podle tehdejší liberální ideologie mají jen tito lidé dostatek rozumu a zodpovědnosti k tomu, aby byli schopní rozhodovat o společenských věcech. Liberalismus srovnává občany výše zmíněných charakteristik s ostatními občany. Systém omezeně liberální modernity z tohoto důvodu proto nepočítá se zařazením nebělošského obyvatelstva, žen a chudých do veřejného života. Právě tito lidé měli podle liberalismu nedostatek rozumu a také nebezpečný vliv, který by mohl narušit společenský řád (Keller, 2004).

### Omezeně liberální modernita v sociologické teorii
Téma omezeně liberální modernity také reflektují díla tehdejších sociologů. Spencer a Comte proti sobě kladli dva různé pohledy. Spencer optimisticky zařazuje liberální ideologii do svého evolucionismu, zatímco Comte odmítá nadřazování rozumu nad cit a upřednostnění individua před společností (Keller, 2004). Karl Marx se ve své teorii zastává diskriminovaných skupin, odmítá liberální teorii a společně s Comtem předpovídá krizi tohoto společenského uspořádání (Keller, 2004, p28).

### Krize omezeně liberální modernity a její důsledky
Vznik národní a sociální otázky lze považovat za důsledek existence omezeně liberální modernity. Vrchol této krize nastává na přelomu 19. a 20. století, kdy vznikají dělnická a národní hnutí právě z řad těch, kteří se cítí být vyloučeni z veřejného života. První krize modernity v určitém smyslu představuje střet reality stále více se organizující společnosti s představou liberální ideologie, podle níž měla mít společnost podobu jednoduchého souboru zcela autonomních a na sebe nezávislých individuí.
Hlavní roli při řešení první krize modernity začíná hrát stát, který se začíná stále více zabývat národními a sociálními otázkami (Keller, 2004) – postupně se rozšiřuje hlasovací právo, ženy začínají být politicky zrovnoprávňovány, nemajetní jsou stále silněji sociálně pojišťováni.

## Organizovaná modernita
Organizovaná modernita je sociologický pojem, který popisuje společenský stav, kdy dochází k tomu, že většinová populace pociťuje odloučení od společenského dění, a proto se velké masy lidí začínají začleňovat do obrovských celků či formálních organizací. Tento pojem poprvé zavedl německý sociolog, sociální teoretik a politický filozof Peter Wagner ve své knize A sociology of modernity: liberty and discipline. Peter Wagner dále provedl srovnávací výzkum v oblasti dějin sociálních věd. O pojem organizovaná modernita se v české sociologii zajímal sociolog Jan Keller v knize Sociologie a organizace byrokracie.

### Vznik pojmu
Pojem organizovaná modernita zvolil Wagner, protože se velké masy lidí organizují do velkých celků a zaniká samostatnost, soběstačnost člověka jako jednotlivce. Díky tomu dochází k formování nových organizací a institucí.

### Obecná charakteristika
Organizovaná modernita popisuje stav a změny ve společnosti, kdy se lidé stávají součástí velkých celků. Tím je každý člen moderní společnosti zbaven určité části osobních svobod za účelem efektivnějšího fungování těchto kolektivních celků či organizací. Každá z těchto organizací usnadňuje jednotlivci fungování ve společnosti a umožňuje spolupráci značného množství lidí i v případě výměny jednotlivých osob. Díky efektivnějšímu fungování společnosti se člověk může specializovat, což umožňuje pokrok ve společnosti. Formální organizace mají různé cíle (například vzdělávání, zdravotnictví či systém obrany), ale mají jisté společné znaky, například efektivní fungování nebo racionalitu.
Důležitou součástí jsou principy svobody a demokracie, které jsou chráněny instituty fungujícími v této společnosti. Těmito instituty jsou například občanský řád, zabezpečující spravedlnost, tržní ekonomika zajišťující pokrytí potřeb a věda jako nositel pravdy. Každý člen moderní společnosti ji ovlivňuje svými každodenními aktivitami, a tím se postupem času utváří nová pravidla. Každá změna pravidel v moderní společnosti musí být flexibilní a jasná, jinak je ohroženo každodenní fungování společnosti.
V principech organizované modernity dochází ke snížení nejistoty ve společnosti a ke zlepšení systému sociálního zabezpečení, což také usnadňuje proces seberealizace.

### Vývoj organizované modernity
Podle Wagnera se poprvé vyskytuje fáze organizované modernity v poslední třetině 19. století, kdy dochází k dosažení maximálních možností předchozí vývojové fáze.
V oblasti výroby se z nich stávají zaměstnanci mohutných firem a koncernů, v oblasti spotřeby zákazníci velkých obchodních domů a v oblasti sociálního zajištění občané sociálního státu. V sektoru informací a kultury se z nich stávají posluchači a diváci velkých mediálních agentur, v oblasti politické participace členové a voliči masových stran, na poli válčení příslušníci armád a členové vojensky organizovaného zázemí.

### Kritika organizované modernity
Na konci šedesátých let 20. století se objevuje kritika z obou částí politického spektra. Hlavní kritika organizované modernity spočívá v argumentu, že lidské činnosti lze efektivně dělat i bez nutnosti formálních organizací. S formálními organizacemi také úzce souvisí i pojem byrokracie. Je považována za zbytečnou zátěž společnosti, která brání jejímu rychlejšímu rozmachu.

## Socioekonomické změny
Nejdůležitějším prvkem socioekonomické transformace moderní společnosti ze společnosti tradiční je generalizace trhu, která sehrála roli regulátora ekonomiky a celé společnosti. Charakteristické rysy moderní společnosti jako jsou rozvoj dělby práce, technologií a trhu, přichází na scénu ruku v ruce s průmyslovou revolucí. Mocenská centralizace vyřazuje až dosud autonomní mocenské subjekty (města, stavy, asociace světské i církevní) a uvádí do chodu kontrolní mechanismy, které jsou schopny realizovat dohled nad každým jednotlivým občanem. V rovině stratifikační převládnutí s.m. znamená, že stavovské členění je nahrazeno členěním třídním. Soc. status jednotlivců přestává být určován jejich příslušností k domácnosti jisté stavovské kvality, je jednoznačně určen jejich postavením na trhu. V důsledku průmyslové revoluce se těžiště ekonomiky přesunuje ze sektoru zemědělství do oblasti prům. výroby. Zvyšuje se význam služeb, což je mj. způsobeno rozbitím velkých domácností, univerzálně zabezpečujících potřeby svých členů v podmínkách tradičních společností. Funkce domácností postupně přecházejí na vznikající formální organizace, které zabezpečují chod moderní společnosti.

## Filosofie, věda a chápání světa
Socioekonomické změny jdou ruku v ruce s celkovým pokrokem, který se odráží ve filosofii. Proudy novověké filozofie začaly vlivem neúprosné reality 16. a 17. století nabývat sekularizačních tendencí. Touha po racionálním poznání, na němž stavět cílený pokrok (Racionalismus) či snaha dojít k poznání zkušenostmi, které získáme jedině pomocí našich smyslů (Empirismus). Nejvýznamnějším novověkým myšlenkovým hnutím je patrně osvícenství, které zanechalo zásadní stopu ve filosofii novověku. Je proto interpretováno jako filozofický směr.  Podle Immanuela Kanta, jenž sám byl osvícencem, význam osvícenství spočívá v tom, že v něm člověk poprvé překonává svou dosavadní nesvéprávnost, již si zavinil sám tím, že nedovedl užívat svůj rozum k vlastnímu prospěchu, takže byl odkázán na cizí pomoc a vědění. Osvícenství sjednocuje teze, které jsou pro moderní společnost klíčové. S příchodem technologického pokroku a industrializace, které mění dosavadní vztahy stavů mezi sebou, se začíná rýsovat potřeba nejen nového myšlení a pořádku. Společenské napětí eskaluje v průběhu 17. a 18. století buržoazními revolucemi v Evropě a Americe.

### Sociologicky relevantní znaky moderní společnosti
V sociologii jsou identifikovány čtyři základní vlastnosti, jež určují povahu moderní společnosti. Ty zásadním způsobem odlišují moderní a tradiční společnost.
To, čím se moderní společnost především liší od těch ostatních a co je také je určujícím faktorem jejího fungování, je vysoký stupeň generalizace společenských vztahů, které se tak stále méně váží na konkrétní lidi a situace. Tento proces generalizace má dvojznačné dopady na život moderní společnosti. Může vést ke zvyšování výkonnosti v libovolné oblasti společenského života, zároveň je ale schopný způsobovat značný nárůst neosobnosti a v jedinci tak podporovat pocit odcizení.
Druhým definičním znakem moderní společnosti je proces individualizace. Ta spočívá ve značném nárůstu významu jednotlivce ve společnosti, který již není omezován pouty tradičních společností. Její studium vyvolává mezi odborníky velké rozpory a konflikt ohledně její interpretace.
Dalším neméně významným rysem modernity je funkční diferenciace společnosti, resp. jejích jednotlivých podsystémů, které se vyvíjejí a fungují zcela samostatně (např. věda, ekonomika, právo, kultura apod.). Ta umožnila moderní společnosti fungovat mnohem efektivněji. Vědě to kupříkladu zajistilo možnost následovat své cíle nehledě na diktát náboženských autorit. Také ekonomika se mohla začít rozvíjet bez dohledu politické moci.
Posledním rysem je relativně vysoká úroveň její racionalizace, tedy jejího uspořádání v podobě, která zvyšuje předpověditelnost a ovladatelnost jejího vývoje. Proces racionalizace se stal určujícím pro charakter modernity. Ten je ale jistým způsobem ambivalentní, jelikož modernitu zároveň konstituuje, ale také ji svým způsobem ohrožuje (např. instrumentální logika stále více znehodnocuje hodnoty, které nelze vyjádřit penězi).